# Restitutio in integrum
Restitutio in integrum (repunerea integrală în situația anterioară) este principiul de drept care reglementează repararea pagubei. Astfel, paguba trebuie reparată în așa fel încât păgubitul să fie adus în situația anterioară producerii pagubei.